# Oxidierende Gaswäsche
Als Oxidierende Gaswäsche oder Oxidierende Wäsche werden Gaswaschverfahren bezeichnet, bei denen zu entfernende Abgasbestandteile durch die Zugabe von Oxidationsmitteln in ihrer chemischen Zusammensetzung geändert werden.

## Verfahren
Bei der oxidierenden Gaswäsche wird das zu behandelnde Abgas durch einen Gaswäscher (z. B. Sprühwäscher oder Venturiwäscher) geleitet. Dort werden die abzutrennenden Komponenten absorbiert. Das Oxidationsmittel, das fest (z. B. Kaliumpermanganat), flüssig (z. B. Wasserstoffperoxid) oder gasförmig (z. B. Ozon) sein kann, sorgt dafür, dass das treibende Konzentrationsgefälle zwischen Gas- und Flüssigphase ausreichend groß ist. Die entstehenden Oxidationsprodukte können entweder durch zusätzliche Abgasreinigungseinrichtungen abgeschieden oder aufgrund ihrer Ungefährlichkeit an die Atmosphäre abgegeben werden.
Oxidierende Gaswäschen finden hauptsächlich für reaktionsträge organische Stoffe Anwendung. Im Gegensatz zur nur physikalisch wirksamen Absorption verläuft  die oxidierende Gaswäsche irreversibel. Zu beachten ist, dass einige Oxidationsmittel bei etwaigen Störungen ein Gefährdungspotenzial aufweisen.